# Louis Sullivan

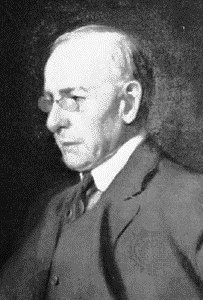
Louis Sullivan

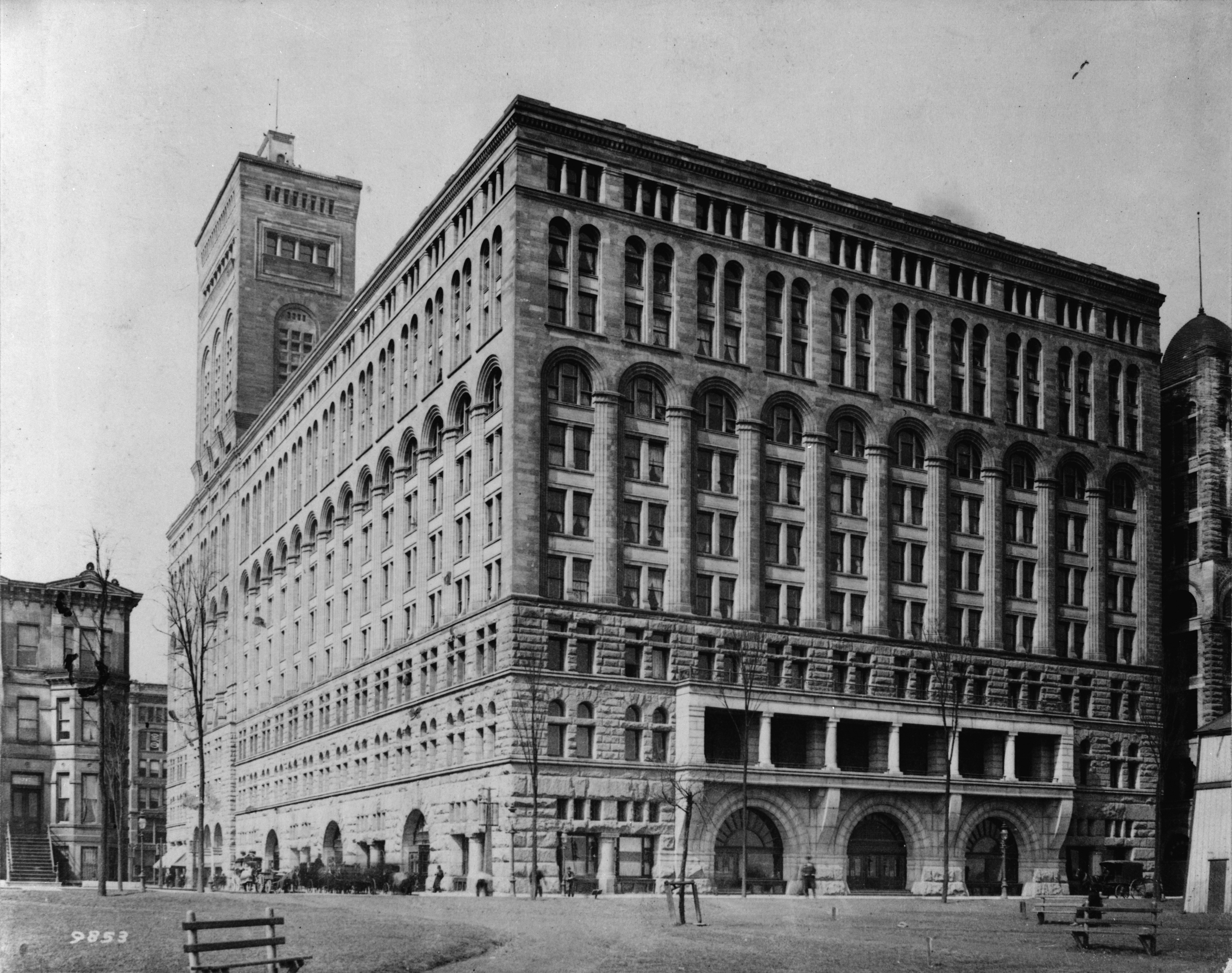
Auditorium Building, Chicago

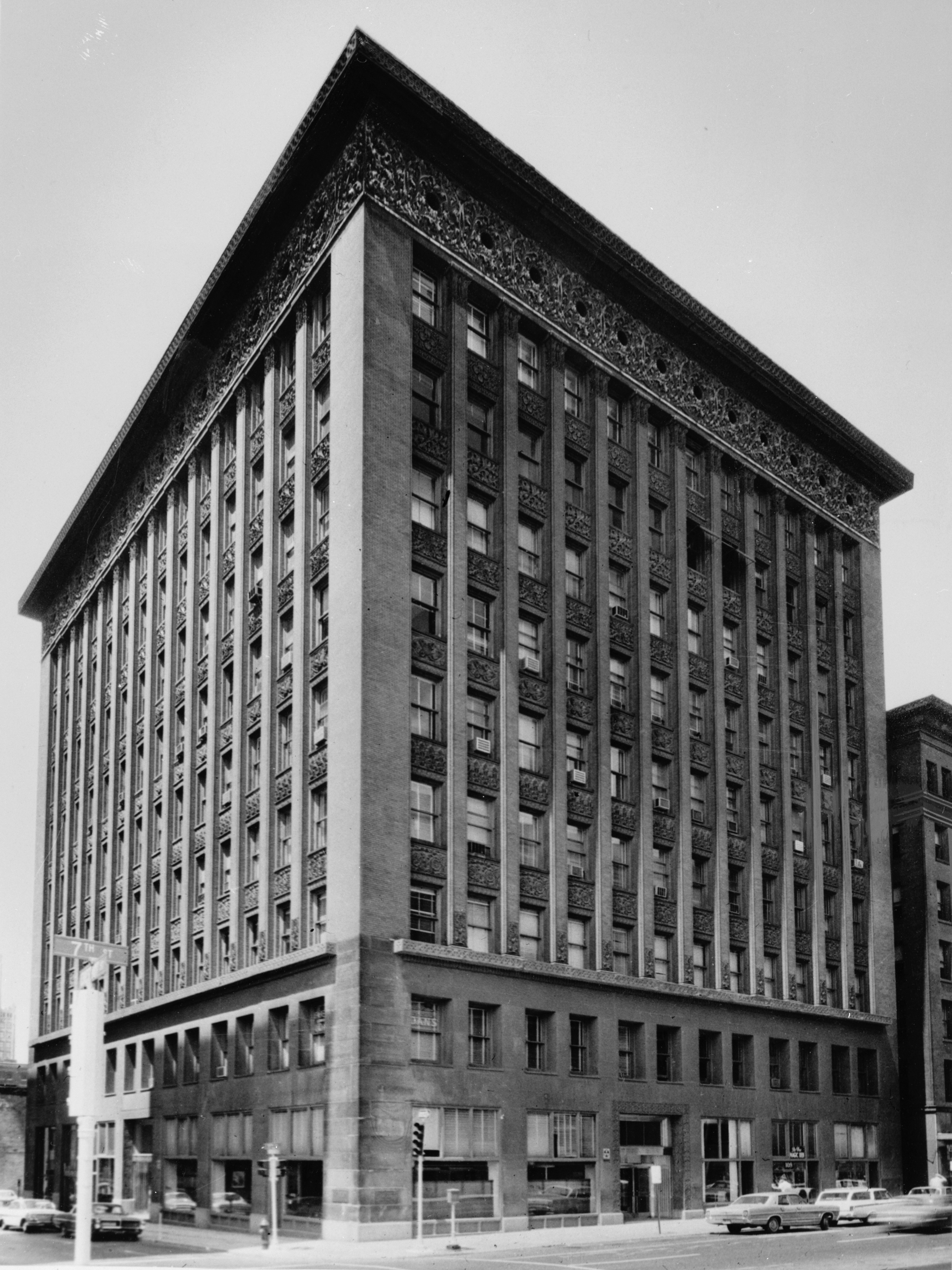
Wainwright Building, Saint Louis

Louis Henry Sullivan (Boston, 3 september 1856 – Chicago, 14 april 1924) was een Amerikaans architect, die belangrijk was bij de ontwikkeling van de wolkenkrabber in Chicago. Hij was de bekendste exponent van de Chicago School of Architecture (1887-1893).

## Functionalisme
Sullivan wordt gezien als de grondlegger van het functionalisme/modernisme in de bouwkunst. In dat kader wordt vaak zijn uitspraak "form follows function" aangehaald, waarmee hij de basis zou hebben gelegd voor het functionalisme in engere zin: als de ontwerper vanuit de functie van het gebouw of gebruiksvoorwerp vertrekt, volgt de vorm daar als vanzelf uit.

Hij gebruikte deze uitspraak voor het eerst in het artikel 'The Tall Office Building Artistically Considered', dat in maart 1896 in Lippincott’s Magazine nr.57 verscheen. In het artikel voerde Sullivan aan dat het uitwendige ontwerp van een hoog gebouw (vorm) de activiteiten (functies) moet weerspiegelen die zich binnen de muren van het gebouw afspelen. Hij voegde er echter aan toe dat architectuur niet alleen uitdrukking moest geven aan het materiële, maar ook aan het geestelijke, het sociale en het bovenzinnelijke, c.q. het immateriële. Vorm en functie waren volgens hem niet één, maar diende met elkaar in verband gebracht worden om te kunnen worden begrepen. "Alle dingen in de natuur hebben een vorm," zei Sullivan, "dat wil zeggen, een vorm, een uiterlijke schijn, die ons vertelt wat ze zijn, die hen onderscheidt van onszelf en van elkaar."

Hij introduceerde als een van de eersten het begrip organische architectuur, waarin hij de aan de natuur ontleende wetmatigheid dat de vorm steeds de functie volgt, tot uitgangspunt verheft. Als intermediair hanteert hij een verfijnde en gedetailleerde ornamentiek, waarbij hij geen onderscheid maakte tussen de hoofdvorm van zijn geometrische bouwmassa’s en het gevelontwerp.
Aan het begin van de 20e eeuw werd deze uitspraak nog begrepen in meervoudige zin. Ook toen betekende 'form follows function' meer dan alleen vormgeving op grond van louter kwantificeerbare, meetbare gegevens en bouwtechnische aspecten. Pas later verengden de epigonen deze uitspraak tot een arm soort functioneel fetisjisme, waarbij ornamentiek als een verwerpelijke toevoeging werd gezien en niet als een wezenlijk onderdeel van het ontwerp.

## Stalen frame
Sullivan kreeg zijn kansen door de grote brand die Chicago in 1871 grotendeels in de as had gelegd. Er moest een heel nieuw stadshart worden gebouwd. Hij paste veel hoogbouw toe; hij wordt als de vader van de moderne wolkenkrabber beschouwd, en was de eerste die een gebouw met een stalen frame toepaste. Door de uitvinding van de lift kwamen er totaal nieuwe mogelijkheden in de architectuur. Dit betekende een ware crisis onder architecten. Sullivan was de eerste die goed met deze crisis omging; hij greep de nieuwe mogelijkheden met beide handen aan. Hij ontwierp hogere gebouwen met grotere ramen, en gebruikte zelf, geen puur functionalist zijnde, wel versieringen om de bezoeker te laten zien hoe de vorm aan de functie was aangepast.

## Invloed op anderen
Sullivan was de leermeester van Frank Lloyd Wright, die zeven jaar voor hem werkte alvorens voor zichzelf te beginnen. In 1895 bezocht Hendrik Petrus Berlage hem, en Sullivan oefende grote invloed uit op diens latere werk.

## Neergang
Sullivan werkte een groot deel van zijn leven bij de firma Adler & Sullivan. Nadat hij voor zichzelf was begonnen begon zijn ster te dalen. Hij kreeg alleen nog maar opdrachten voor kleinere bankgebouwen. Toen meerdere architecten een bepaald bankgebouw wilden ontwerpen, zou hij tegen de directeur van de betreffende bank hebben gezegd: "Zij kunnen allemaal een bank ontwerpen, maar ik ben de enige die deze bank kan ontwerpen". Daarop kreeg hij de opdracht.
Na jaren te hebben geworsteld met chronische geldproblemen en alcoholisme, stierf Sullivan volkomen berooid in 1924. Hij kreeg postuum de AIA Gold Medal toegekend.

## Ontwerpen (selectie)
- Auditorium Building in Chicago (1886–1889)
- Wainwright Building in Saint Louis (1890–1891)
- Transportation Building op de World's Columbian Exposition (1893)
- Guaranty Building in Buffalo (1894–1895)
- National Farmers' Bank in Owatonna (Minnesota) (1907–1908)
- Farmers and Merchants Bank in Columbus, Wisconsin (1919)

- Bibsys: 90075258
- Biblioteca Nacional de España: XX1204343
- Bibliothèque nationale de France: cb121356572 (data)
- Catàleg d'autoritats de noms i títols de Catalunya: 981058523309906706
- CiNii: DA0042152X
- Gemeinsame Normdatei: 118757792
- International Standard Name Identifier: 0000 0001 2121 5172
- Library of Congress Control Number: n50010438
- Nationale Bibliotheek van Letland: 000226668
- Bibliotheek van het Japanse parlement: 00458058
- Nationale Bibliotheek van Tsjechië: jx20090615015
- Nationale bibliotheek van Australië: 35892414
- Nationale Bibliotheek van Israël: 987007463520105171
- Nationale Bibliotheek van Polen: a0000002005922
- Nederlandse Thesaurus van Auteursnamen: 071327185
- Réseau des bibliothèques de Suisse occidentale: 02-A003875744
- RKD-Nederlands Instituut voor Kunstgeschiedenis: 286819
- Istituto Centrale per il Catalogo Unico: VEAV025752
- SNAC: w6sj1pbm
- Système universitaire de documentation: 028890507
- Trove: 1134413
- Union List of Artist Names: 500013453
- Virtual International Authority File: 14805742
- WorldCat: E39PBJk93TCrdPgrKPDgVWVgrq